# トニー・アンセルモ
トニー・アンセルモ（Tony Anselmo、1960年2月18日 - ）は、アメリカ合衆国のアニメーター、声優。ドナルド作品の監督を多く務めたジャック・ハンナに師事した経験を持つアニメーターであり、その後クラレンス・ナッシュが死去した1985年からドナルド・ダックの声を演じている。

## アニメーター
元々アンセルモはディズニーのアニメーション映画のアニメーターとしてディズニーのアニメーション部門に入社した。「ディズニーに入社したい」という思いを持ち、ディズニーのアニメーターに相談の手紙を送ったところ、「高校に通いながら専門的な勉強を」とアドバイスを受け、その助言通りに夜間スクールでその道の勉強をした。16歳の時自前の絵を持っていったところ、カルアーツへの入学を薦められ、そこでドナルドの短編映画作品で多く監督を務めた経験を持つジャック・ハンナなどから三年間作画技術を学ぶ。トニー曰く、「当時のアニメーターという仕事はカルト的な人気だった」としており、同級生は20名もいなかったという。
その後ディズニーに入社してアニメーション部門に所属する。入社後8ヶ月はトレーニングの連続だったが、68名という少数のスタッフ達と仕事を共にする中でトニーは仲間達と家族のような絆を深めていき、当時のことを「信じてもらえないかもしれないが素晴らしい職場だった」と語る。また、アニメーターとしての師であるジャック・ハンナのことは「父のような存在」として尊敬の念を表している。

## 声優

### ドナルドダック役となった経緯
入社初日、アニメーション棟から出てきた見も知らぬ小柄な男から「おはよう！」と声をかけられた。その声は明らかにドナルドダックそのものであり、トニーは一発で男が「ドナルドダックの声を担当している人物」ということを把握したという。
その後クラレンスとは友人関係になり、お遊びでドナルドの声のモノマネを本人の前で披露していた。他のキャラクターは真似出来てもドナルドだけは最初まったく近い声が出せなかった。しかし、日々シャワールームや車の中で練習しているうちに納得した声が出せるようになり、それをクラレンスに披露すると「それでいい」と評価された。しかしその時点ではまだ声を似せているだけでドナルドの個性を把握してはいなかったと語る。
ある時、ドナルドダック生誕50周年（ローズ・パレード）のイベントにクラレンスが来なかったことを気にして尋ねた所、クラレンスの妻から白血病で入院したことを知り、トニーは急いで見舞いに向かった。その入院先でトニーはクラレンスから「ドナルドの声を頼む」と引き継ぐ意向を伝えられたが、困惑したトニーはクラレンスに「生き続けてくれ」と答えた。しかしその思いも虚しく、間もなくクラレンスは帰らぬ人となる。その後はクラレンスの言葉通り、彼が正式に二代目を引き継ぐこととなった。なお、クラレンスが同じく担当していた甥っ子達もトニーが引き継いだ作品がいくつかある。
トニーは「ドナルドの特徴的な怒鳴り声は相当の労力を要すものだ」と語っており、あまりの辛さにジャック・ハンナに「ダッキー（クラレンス）はこんな大変なことを楽にこなしていたっていうの？」と聞いた。それに対しジャックは「とんでもない、それどころかたまに気絶していたさ」と答えている。それを聞いてトニーは少し安心したという。
死去する半年前、クラレンスは度々トニーの仕事場に来てはドナルドに関するクイズ（こういう状況で、ドナルドならどう思うか）を出していたという。この時のクラレンスの様子をトニーはクイズを楽しみながらも訝しがっていた。そしてこの時のことをトニーは「可愛がられているとは感じていたが何度も会いに来たのはドナルドを引き継ぐつもりでの行為だったと、見舞いに行った時に気づいた」と語っている。
（以上はドナルドダックの記念盤発売記念のインタビュー対談より）

### 出演作品

#### テレビアニメ
- クワック・パック（ドナルドダック）
- ダックテイルズ（ドナルドダック）
- D-TV（ドナルドダック）
- ハウス・オブ・マウス（ドナルドダック、ヒューイ・デューイ・ルーイ）
- ミッキーマウス!（ドナルドダック）
- ミッキーマウス クラブハウス（ドナルドダック）
- ミッキーマウス ファンハウス（ドナルドダック）
- ミッキーマウス・ワークス（ドナルドダック）
- ミニーのリボンショー（ドナルドダック）

#### 劇場版アニメ
- ファンタジア2000（ドナルドダック）
- ワンス・アポン・ア・スタジオ -100年の思い出-（ドナルドダック）

#### OVA
- ミッキー、ドナルド、グーフィーの三銃士（ドナルドダック）
- ミッキーの悪いやつには負けないぞ（ドナルドダック、ヒューイ・デューイ・ルーイ）

#### ゲーム
- キングダム ハーツ シリーズ（ドナルドダック）
  - キングダム ハーツ
  - キングダム ハーツII
  - キングダム ハーツ チェイン オブ メモリーズ
  - キングダム ハーツ Re:チェイン オブ メモリーズ
  - キングダム ハーツ 358/2 Days
  - キングダム ハーツ バース バイ スリープ
  - キングダム ハーツ Re:コーデッド
  - キングダム ハーツ 3D ［ドリーム ドロップ ディスタンス］
  - キングダム ハーツ HD 1.5 リミックス
  - キングダム ハーツ HD 2.5 リミックス
  - キングダム ハーツ HD 2.8 ファイナル チャプター プロローグ
  - キングダム ハーツIII
  - キングダム ハーツ メロディ オブ メモリー
- ディズニー シンク ファスト（ドナルドダック）
- ディズニーゴルフ（ドナルドダック）
- Donald Duck Goin' Quackers（ドナルドダック）

#### 実写映画
- ロジャー・ラビット（ドナルドダックの声）